# Ciran
Ciran é uma comuna francesa na região administrativa do Centro, no departamento Indre-et-Loire. Estende-se por uma área de 13,88 km². Em 2010 a comuna tinha 418 habitantes (densidade: 30,1 hab./km²). Os habitantes são chamados de Ciranais ou Ciranaises.